# برادر من خوک
برادر من خوک (به انگلیسی: My Brother the Pig) فیلمی است محصول سال ۱۹۹۹ و به کارگردانی اریک فیلیمینگ است. در این فیلم بازیگرانی همچون نیک فوکوئو، اسکارلت جوهانسون، جاج رینهولد، اوا مندس، الکس لینز و دی بردلی بیکر ایفای نقش کرده‌اند.